# Parc national de Black Canyon of the Gunnison
Pour les articles homonymes, voir Black Canyon.

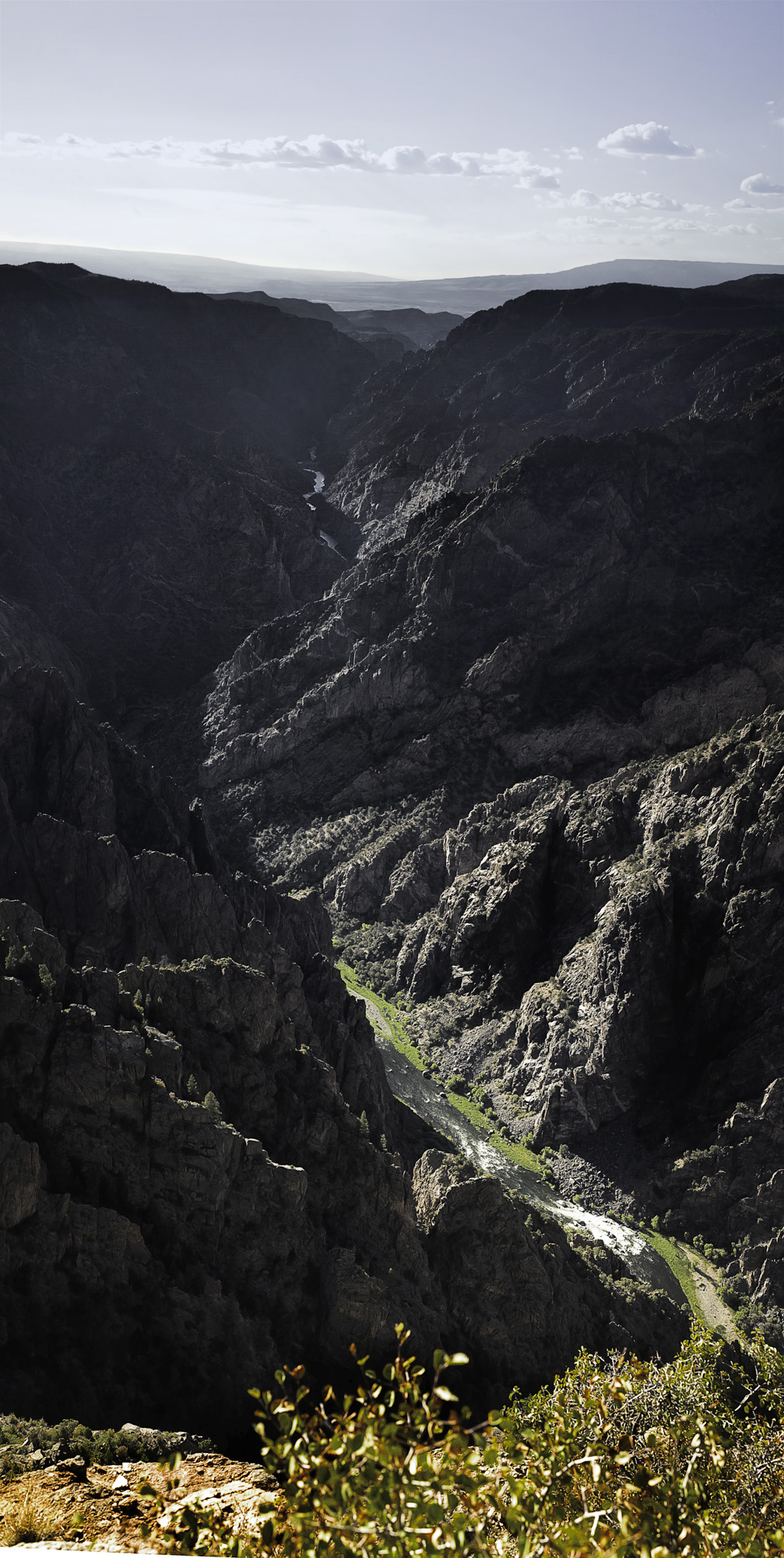

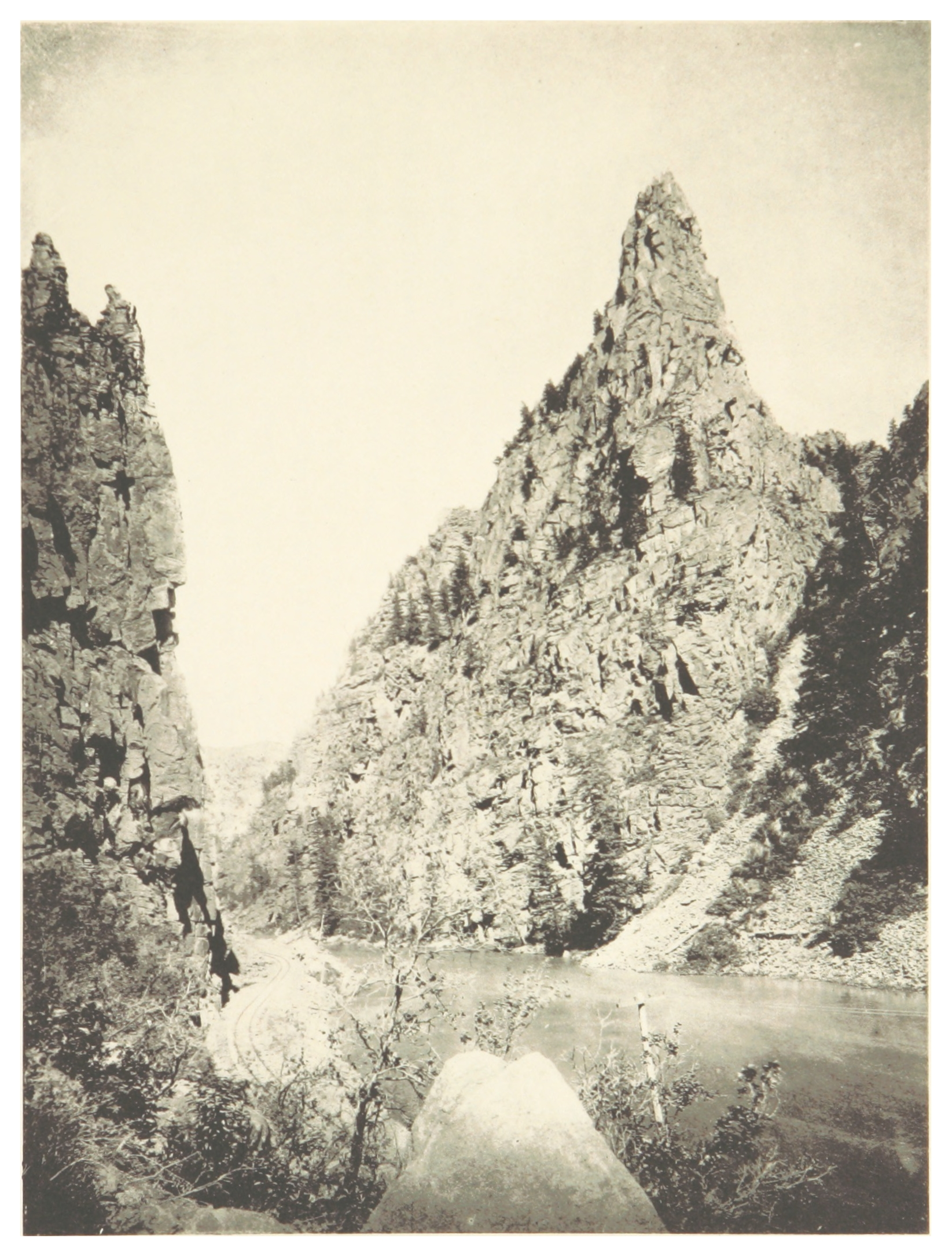
Black Canyon et aiguille de Curecanti en 1887

Le parc national de Black Canyon of the Gunnison (Black Canyon of the Gunnison National Park) est un parc national situé dans l'ouest de l'État du Colorado, aux États-Unis d'Amérique, et géré par le National Park Service. Le parc comprend 19 km des 77 km du canyon de la rivière Gunnison, la section la plus profonde et la plus spectaculaire du canyon, mais le canyon continue en amont dans la Curecanti National Recreation Area, et en aval dans la Gunnison Gorge National Conservation Area (254 km²). Le parc s'étend sur 122 km2, et est créé le 21 octobre 1999. Il était auparavant protégé depuis 1933 comme Monument National.

## Nom et description
Le nom du canyon doit son origine au fait que certaines parties de la gorge ne reçoivent que 33 minutes de soleil par jour, selon Images of America: le Black Canyon du Gunnison. Dans le livre, l'auteur Duane Vandenbusche déclare: "Plusieurs canyons de l'Ouest américain sont plus longs et certains sont plus profonds, mais aucun ne combine la profondeur, la pureté, l'étroitesse, l'obscurité et la crainte du Black Canyon." Le Black Canyon est ainsi appelé parce que sa pente rend difficile la pénétration de la lumière du soleil dans ses profondeurs. En conséquence, le canyon est souvent recouvert d’ombre, ce qui fait apparaître les parois rocheuses en noir. À son point le plus étroit, le canyon ne fait que 12 mètres de large au bord de la rivière. L’extrême pente et la profondeur du Black Canyon se sont formées à la suite de plusieurs processus géologiques agissant de concert. La rivière Gunnison est principalement responsable de la sculpture du canyon, bien que plusieurs autres événements géologiques aient dû se produire pour former le canyon tel qu'il est vu aujourd'hui.

## Faune
Le long du canyon vivent le pronghorn, l'ours noir, le coyote, le rat musqué, le puma, le raton laveur, le castor, le wapiti, la loutre, le lynx ou encore le cerf mulet. Parmi les oiseaux, deux espèces d'aigles, huit de faucons et six de hiboux, le geai de Steller, le merle bleu des montagnes ou le martinet à gorge blanche. 

## Galerie

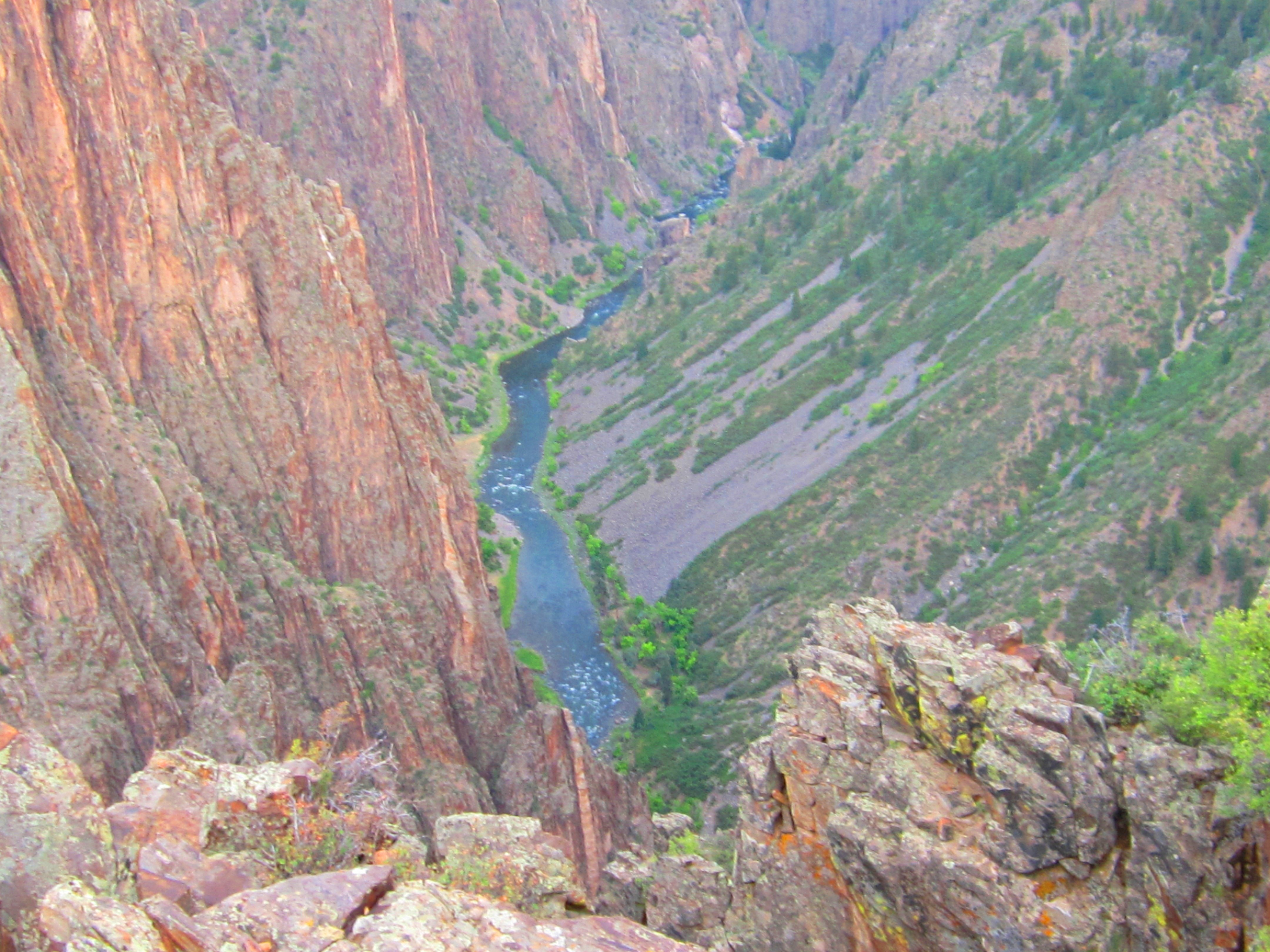
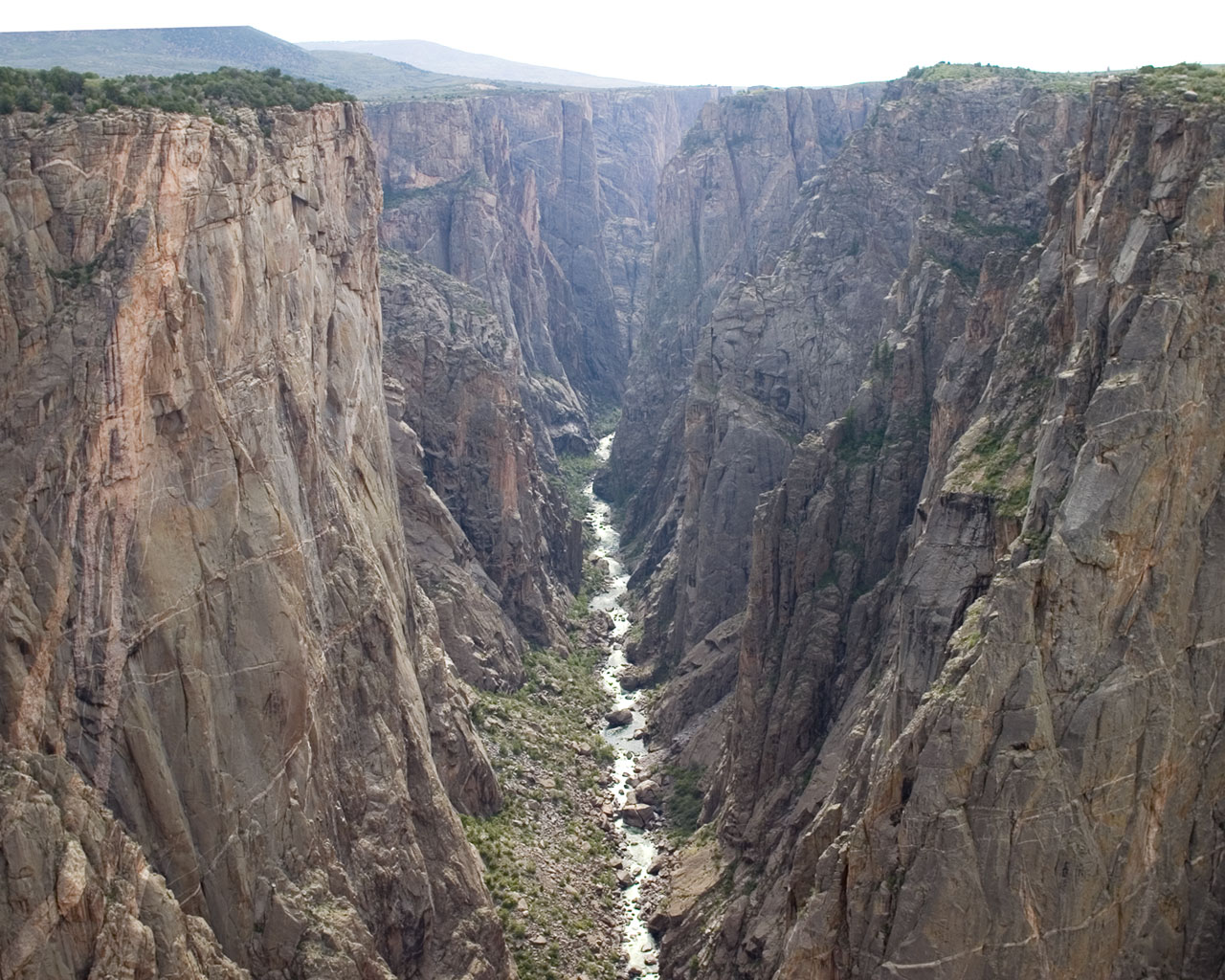
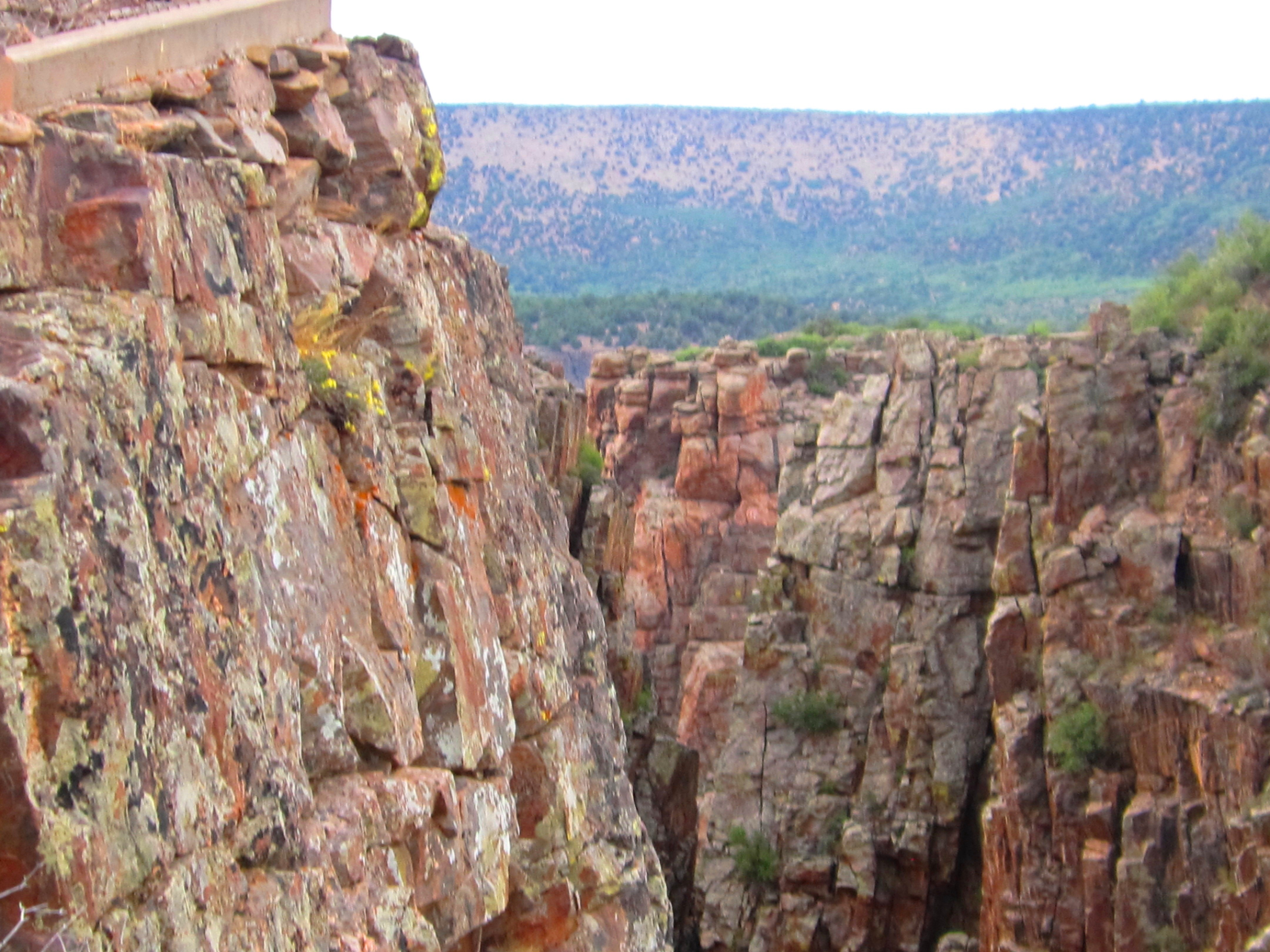
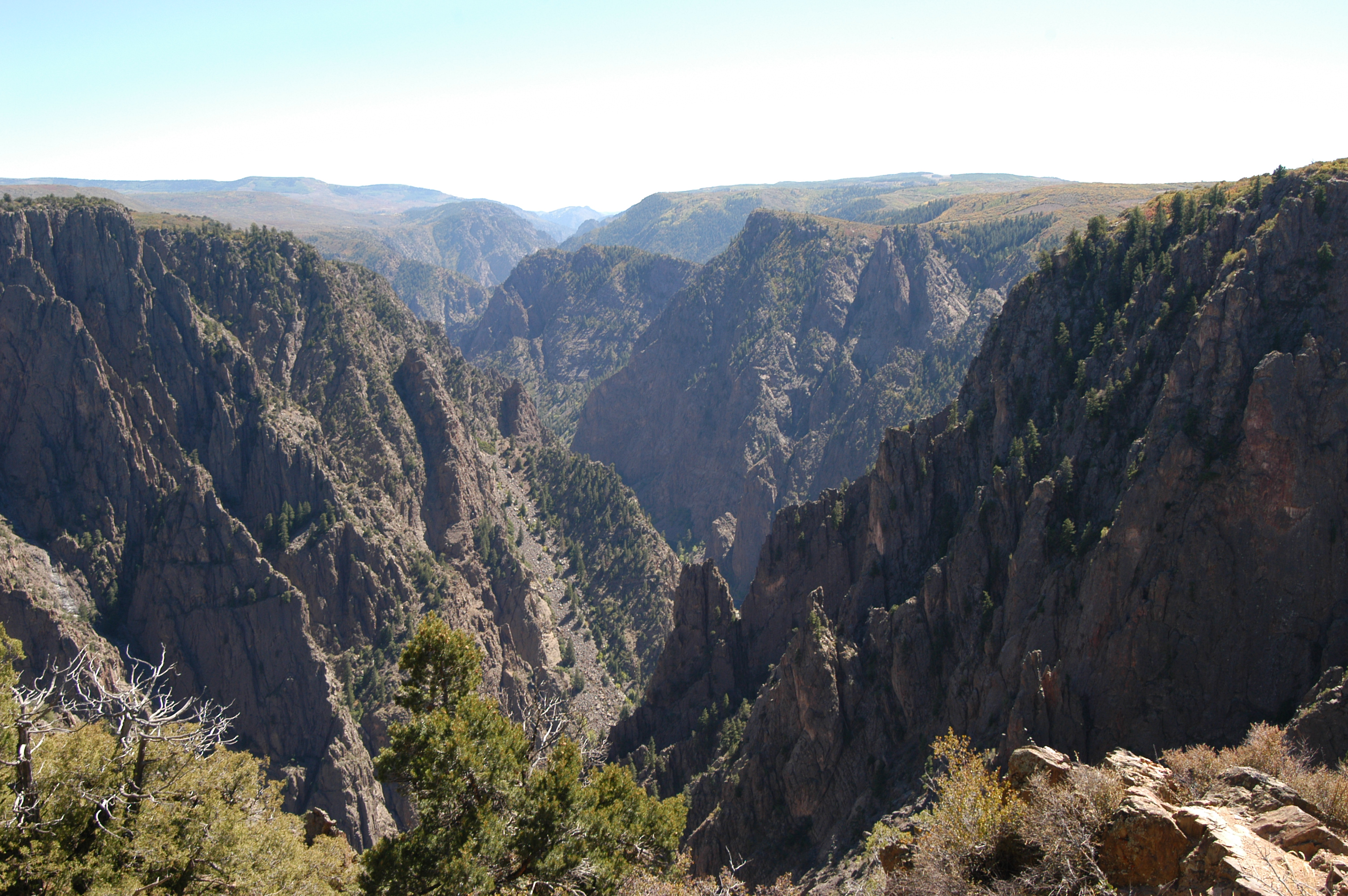
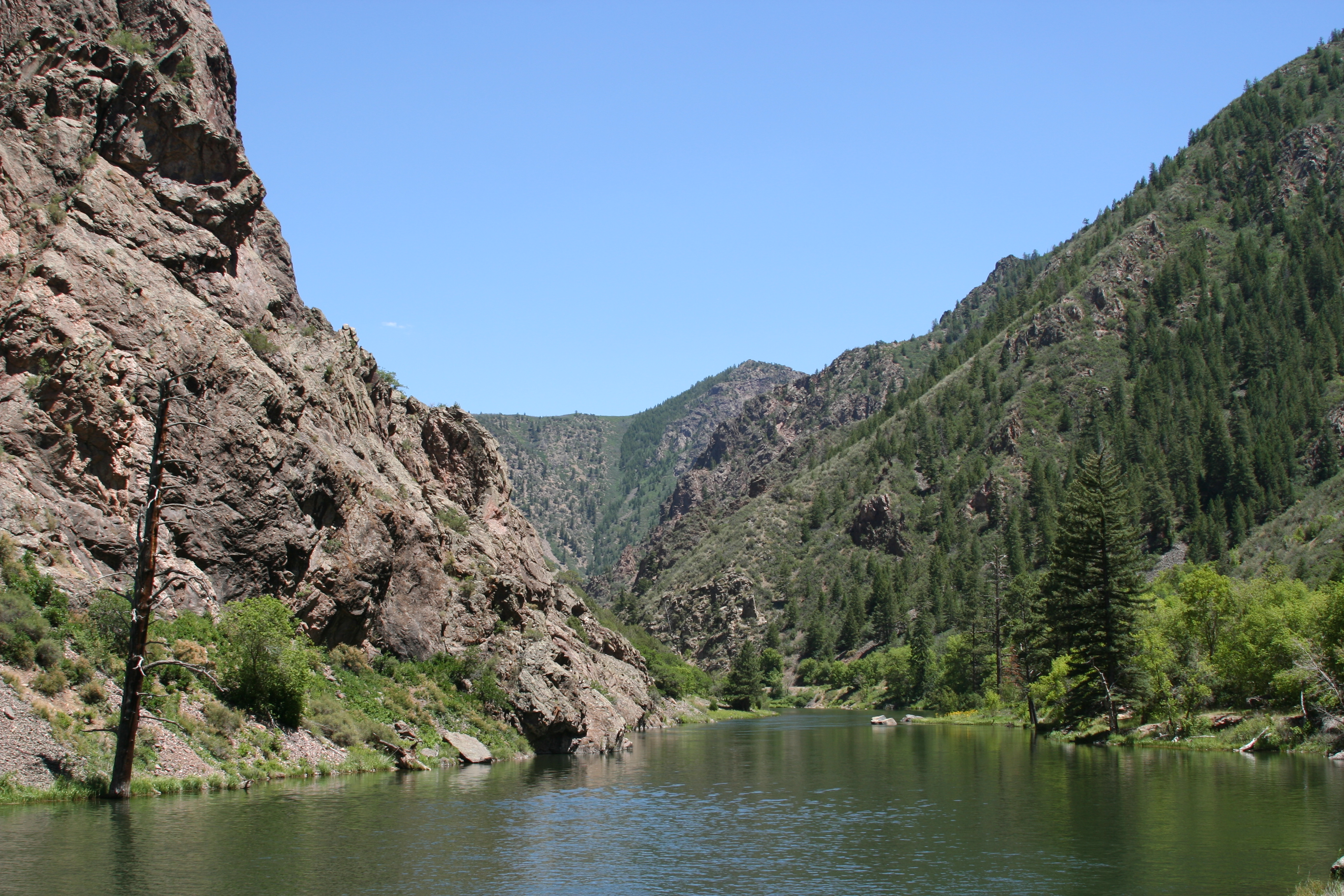
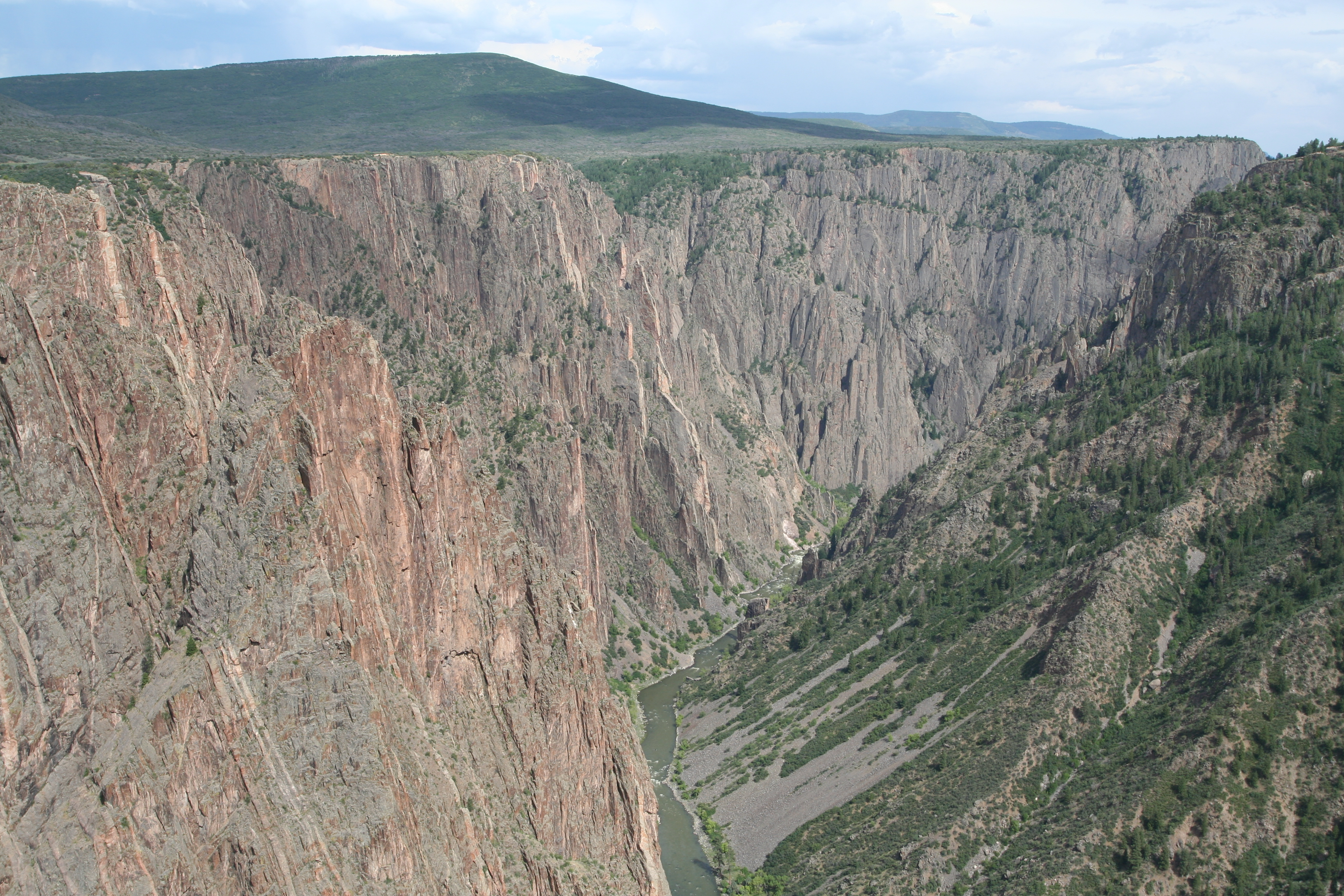
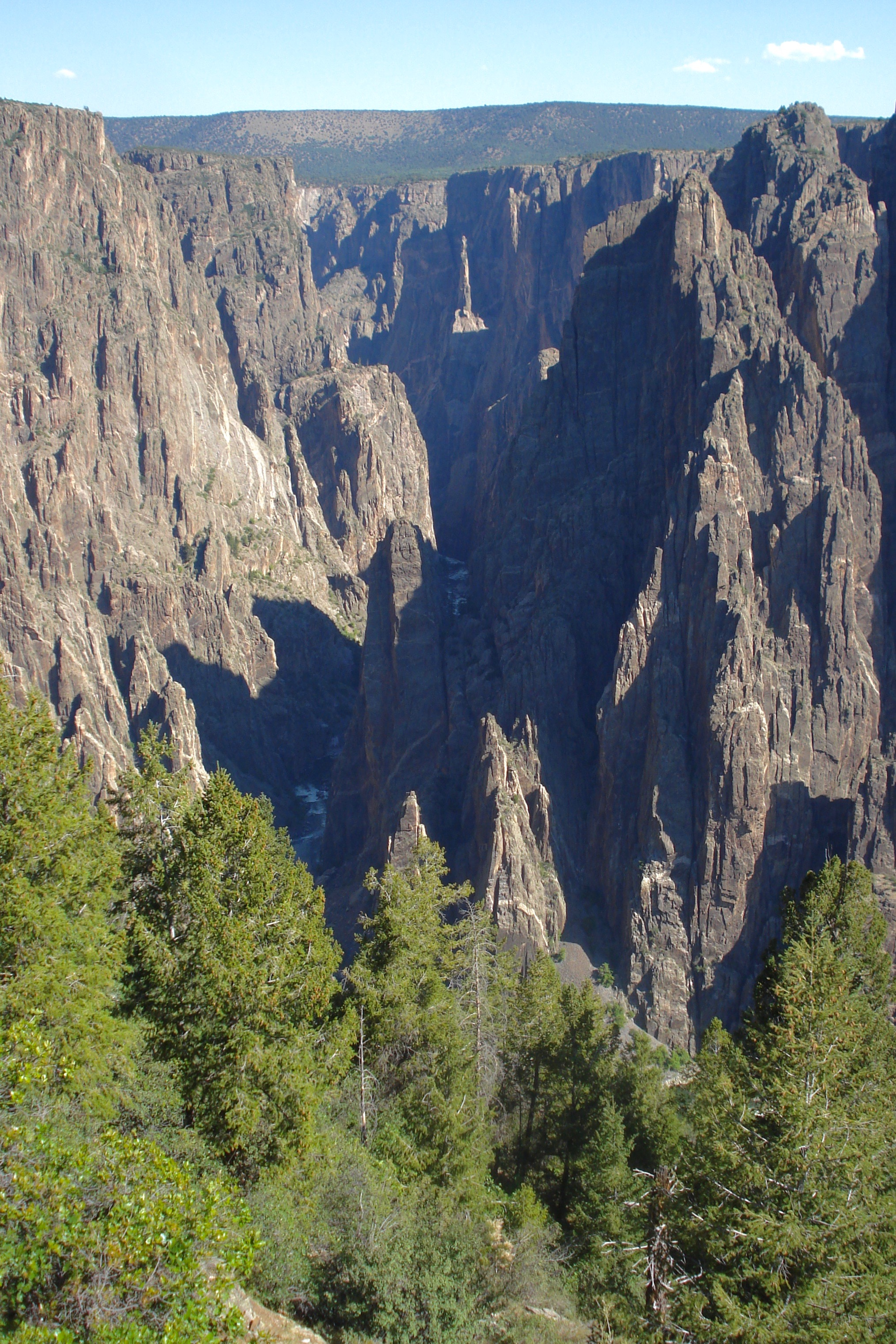
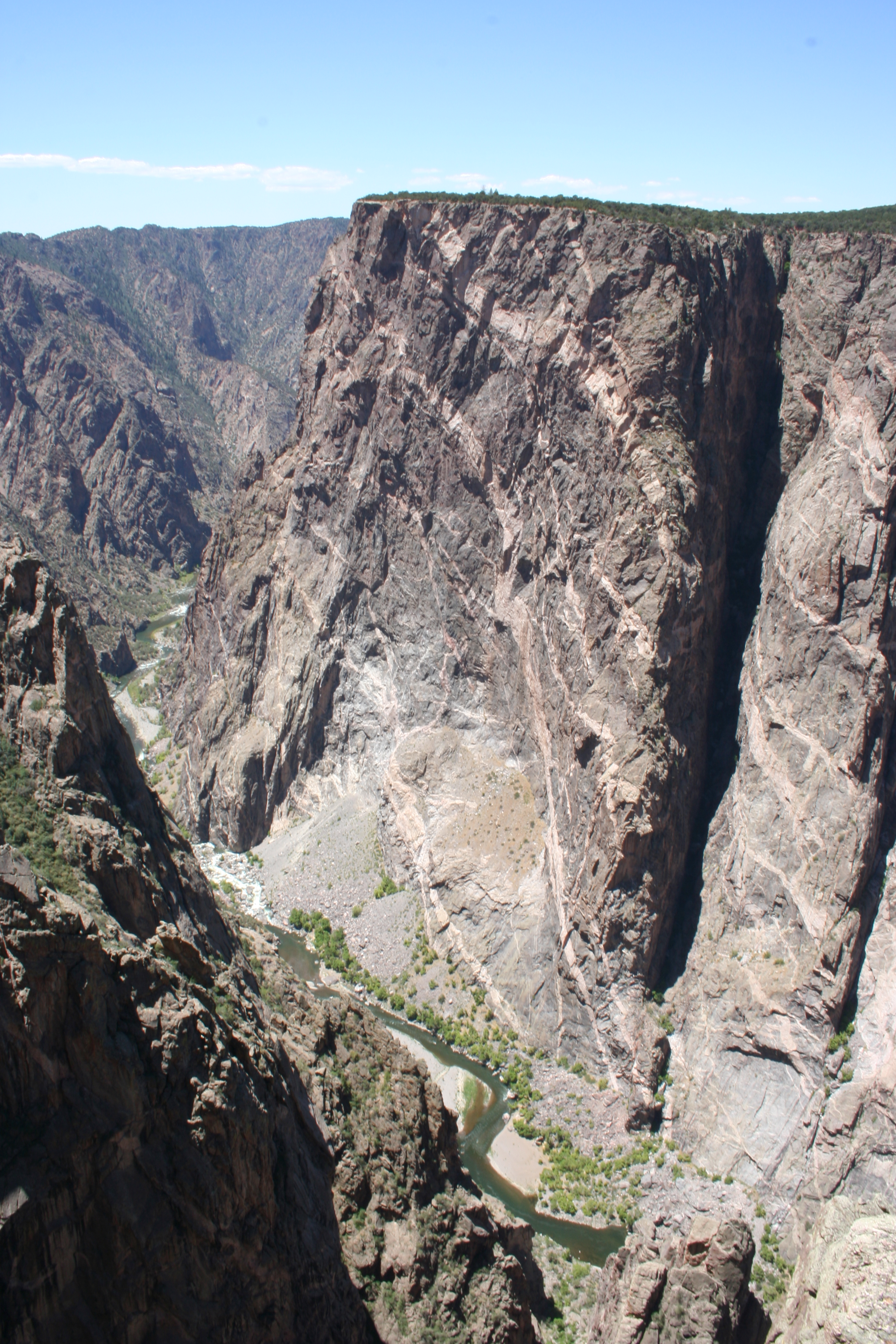

- Carte

## Tourisme
On trouve dans le parc plusieurs sentiers de randonnée plus ou moins longs qui longent les bords du canyon, parmi lesquels le Chasm View Nature Trail au nord et le Warner Point Nature Trail au sud.
La North Rim Road, inscrite au Registre national des lieux historiques, dessert différents points de vue le long du bord septentrional du Canyon.